# Uromastyx ocellata
Uromastyx ocellata es una especie de lagarto del género Uromastyx, familia Agamidae. Fue descrita científicamente por Lichtenstein en 1823.
Habita en Somalia, Eritrea, Yibuti, Sudán, Egipto y Etiopía. Presenta una longitud máxima de unos 30 centímetros. Los machos suelen tener una coloración azul brillante con manchas amarillas y naranjas en la espalda, mientras que las hembras suelen tener una coloración más clara, pero tienden a ser más grandes que los machos.

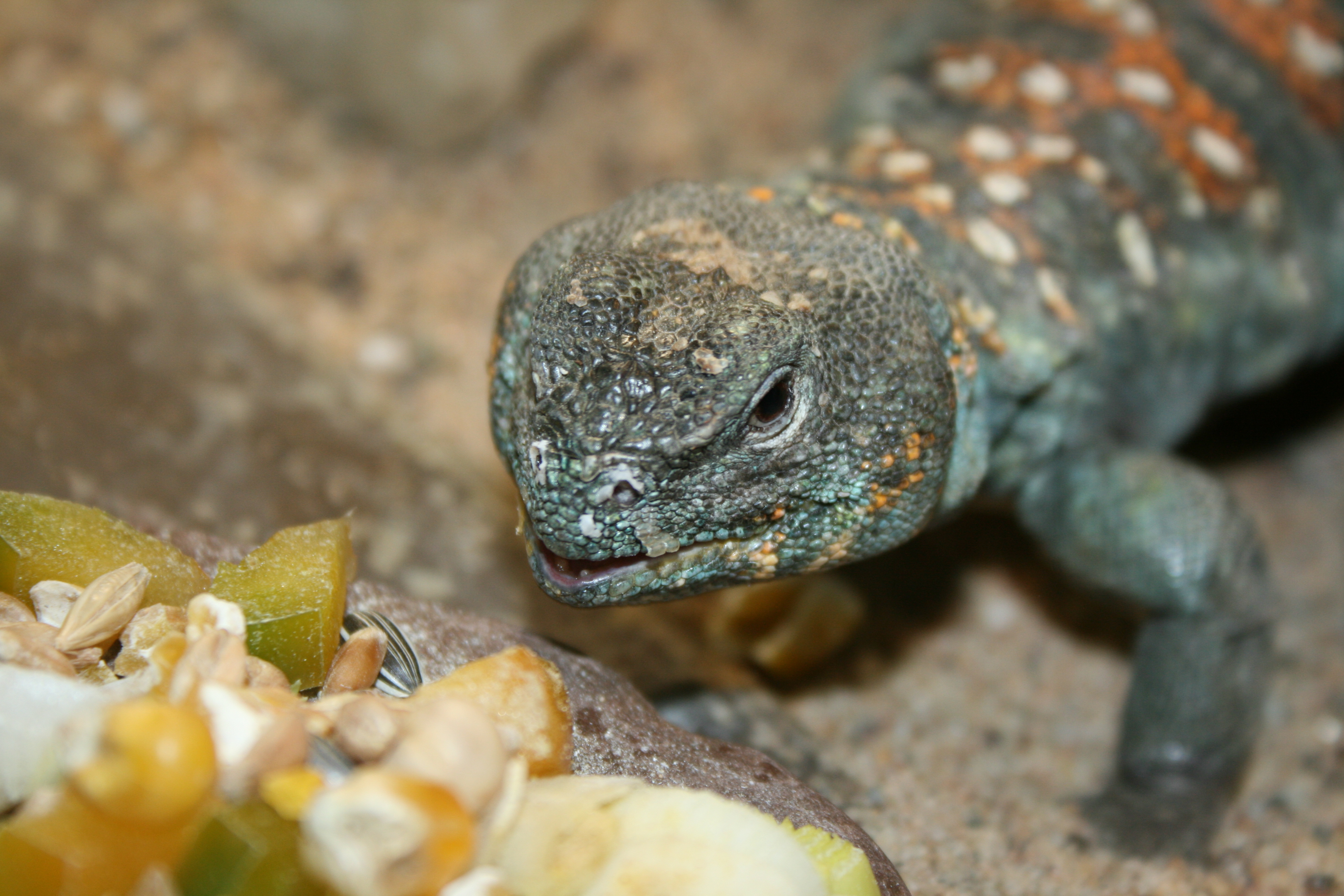
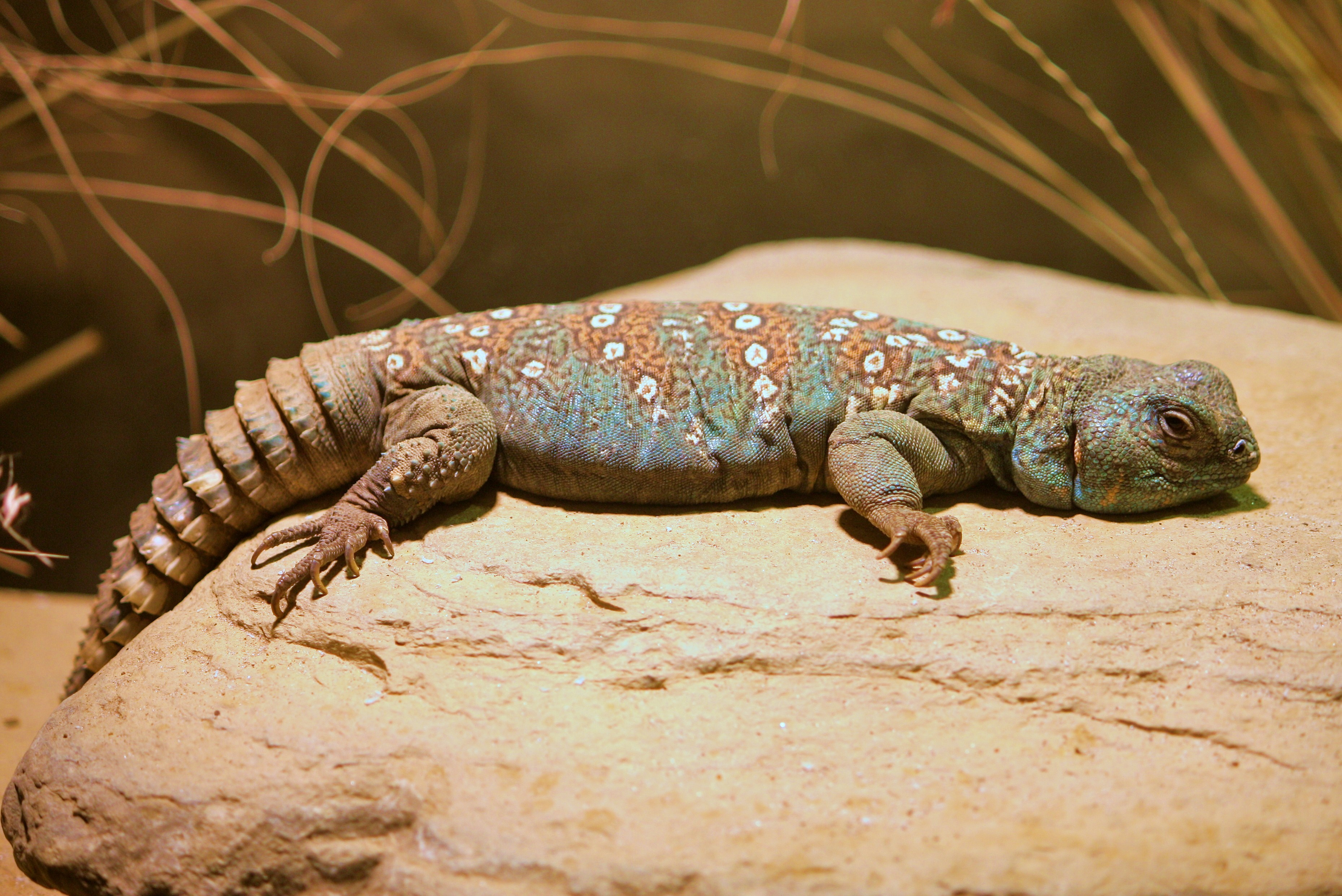
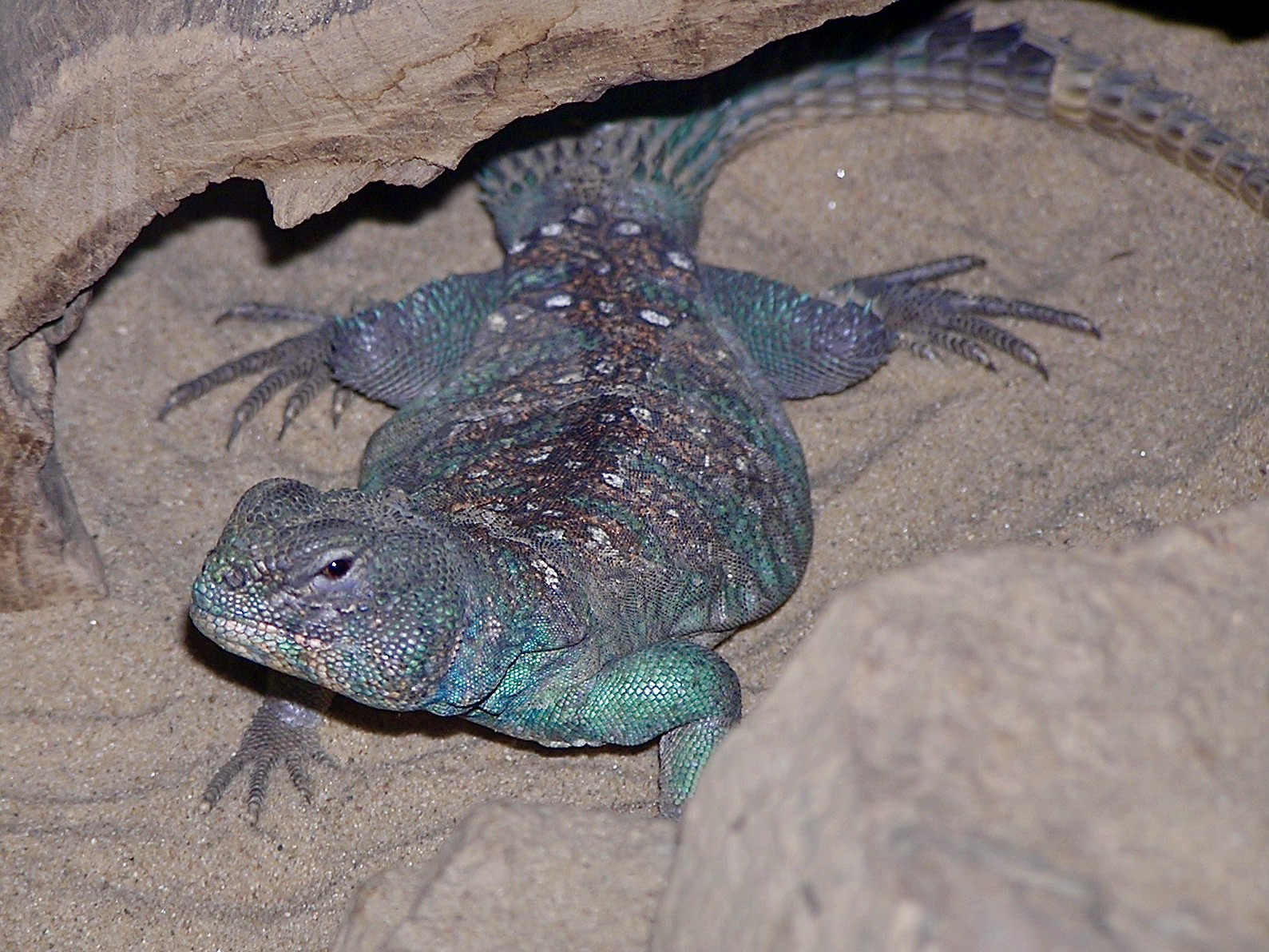